# Forum féministe africain
Le Forum féministe africain est une conférence biennale rassemblant des féministes africaines pour débattre de problématiques concernant le mouvement féministe. Il se forme autour de la conviction croissante sur le continent parmi les féministes que les avancées des droits des femmes sont la proie de sérieuses menaces de toute part. Il prend place pour la première fois en 2006 à Accra au  Ghana. Une de ses fondatrices est Jessica Horn. Il est hebergé par le Fonds de développement des femmes africaines.

## Le programme du forum féministe africain
Le programme du forum féministe africain est organisé autour de groupes d'idées reflétant les préoccupations et les priorités des féministes africaines,,,. Chaque groupe dispose de deux ou trois coordinatrices. Les groupes sont les suivants: 
- Formation d'une épistémologie féministe africaine
- Perspectives féministes sur la santé sexuelle et reproductive en Afrique[8]
- Féminisme africain : pouvoir politique et économique ; résister au fondamentalisme
- Intersectionnalité générationnelle
- Expression créative féministe
- Le mouvement féministe africain : organisations, structures et capacités
- Confronter la violation des droits des femmes dans leur vie de tous les jours
- Féminisme global et le système des Nations unies

## Membres
- Ayesha Iman
- Jessica Horn[9]
- Bisi Adeleye-Fayemi[10]
- Codou Bop[11]
- Everjoice Win[12]
- Mary Wandia[13]
- Usu Malya[14]
- Sarah Mukasa[15]
- Tony Wilson[16]
- Sylvia Tamale[17]
- Marcel Okehi[18]
- Mariam Tendou Kamara[19]